# Leo Ascher
Leo Ascher (Wenen, 17 augustus 1880 – New York, 25 februari 1942) was een Oostenrijks componist van operettes, populaire Weense volksliederen en filmmuziek.

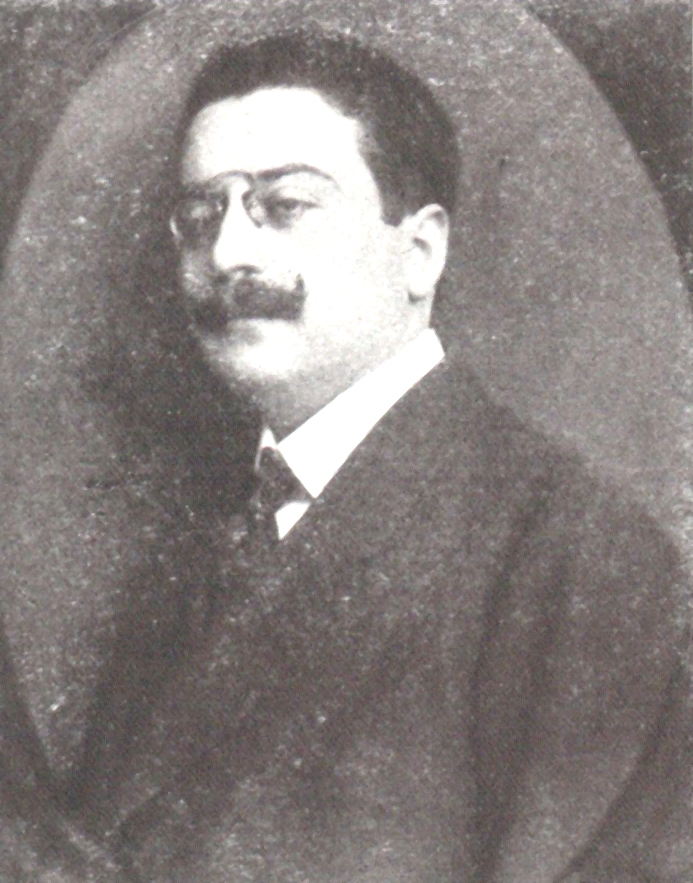

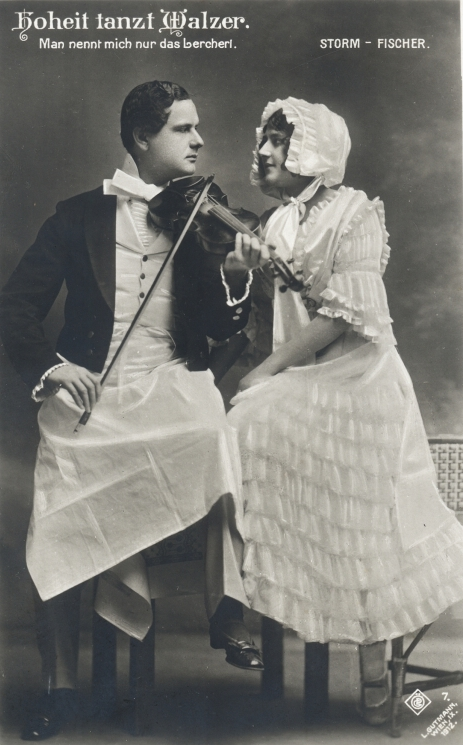
Otto Storm en Betty Fischer in de operette Hoheit tanzt Walzer

## Biografie
Ascher werd in Wenen geboren als zoon van een plaatselijke producent van paraplu's. Hij studeerde rechten aan de universiteit van Wenen en doctoreerde in 1904 als jurist. Vanaf 1898 volgde hij ook lessen aan het conservatorium van Wenen. Uit zijn huwelijk met Luise Frankl werd in 1910 een dochter geboren, de schrijfster Franzi Ascher-Nash.
Na een kortstondige arrestatie tijdens de Kristallnacht van 1938 en de moord op zijn broer Adolf Arnold Ascher door de nationaalsocialisten in datzelfde jaar emigreerde Leo Ascher in 1939 naar de Verenigde Staten, waar hij verbleef tot aan zijn dood in 1942.

## Carrière
Ascher kreeg vooral bekendheid door zijn vele operettes. Hij begon zijn carrière als componist van de opera Mamzell Courage. Zijn eerste operette, Vergeltsgott ging op 14 oktober 1905 in première in Wenen. In de jaren twintig begon Ascher ook volksliederen en filmmuziek te schrijven. Zijn bekendste werk, de operette Hoheit tanzt Walzer, werd na de première op 24 februari 1912 nog ruim 500 keer opgevoerd. De operette Der Soldat der Marie (1916) kende zelfs 800 opvoeringen in Berlijn. Tussen 1905 en 1932 componeerde Ascher meer dan 30 operettes.

## Werken

### Operettes
- Vergeltsgott (1905
- Die Grüne Redoute (1908)
- Die arme Lori (1909)
- Belagerungszustand (1909)
- Vindobona, du herrliche Stadt (1910)
- Der fromme Silvanus (1910
- Das Salonfräulein (1910)
- Die keusche Suzanne (1910)
- Das goldene Strumpfband (1911)
- Der Lockvogel (1912)
- Hoheit tanzt Walzer (1912)
- Die goldene Hanna (1914)
- Was tut man nicht aus Liebe (1914)
- Botschafterin Leni (1915)
- Die schöne Komödiantin (1916)
- Der Soldat der Marie (1916)
- Bruder Leichtsinn (1917
- Egon und seine Frauen (1917)
- Was Mädchen träumen (1919)
- Der Künstlerpreis (1919
- Prinzessin Friedl (1920)
- Baronesschen Sarah (1920)
- Zwölf Uhr Nachts (1920)
- Ein Jahr ohne Liebe (1923)
- Sonja (1925)
- Das Amorettenhaus (1926)
- Ich hab dich lieb (1926)
- Ninon am Scheideweg (1926)
- La Barberina (1928)
- Der König vom Moulin Rouge (1929)
- Frühling im Wienerwald (1930)
- Bravo Peggy (1932)
- Um ein bisschen Liebe (1936)

### Liederen en chansons
- Aus 1000 und einer Nacht
- Das Gewitter
- Das Lercherl von Hernals
- Das Puppenspiel der Marquise
- Das Soldatenkind
- Der Floh
- Der Korporal
- Der neue Papa
- Die drei Künstler
- Die fromme Herzogin
- Die Herzogin von Pampelona
- Die kleine Marquise
- Die schöne Frau Pollak
- Die Unschuld
- Die Violine
- L'appetit vient ein mauyeant
- So solltet ihr sein
- Wiegenlied op. 81

### Filmmuziek
- Der Soldat der Marie (1926)
- Purpur und Waschblau (1931)
- Mein Leopold (1931)
- Hoheit tanzt Walzer (1935)